# Święty Hieronim (obraz Caravaggia)
Św. Hieronim, Święty Hieronim piszący – obraz włoskiego malarza barokowego Caravaggia, eksponowany w oratorium konkatedry świętego Jana w Valletcie na Malcie obok Ścięcia św. Jana Chrzciciela.
Obraz jest inną wersją wcześniejszego, pochodzącego z 1606 roku, dzieła Caravaggia pt. Św. Hieronim piszący; według niektórych historyków postać na obu obrazach jest tą sama osobą.

## Geneza
27 lipca 1607 roku Caravaggio przybył na Maltę jako gość kawalerów Zakonu Świętego Jana Chrzciciela. Prawdopodobnie celem wizyty było namalowanie portretu Wielkiego Mistrza Alofa de Wignacoirt (Portret Alofa de Wignacourta). Portret spodobał się Wielkiemu Mistrzowi na tyle, że począł on starania o przyjęcie artysty do zakonu. Swój cel osiągnął, Caravaggio został kawalerem maltańskim i nadwornym malarzem. Na Malcie przebywał sześć miesięcy. Namalował wówczas, poza portretami Wignacourta (Portret kawalera maltańskiego), Śpiącego kupidyna, Ścięcie św. Jana Chrzciciela i Świętego Hieronima.

## Opis obrazu
Obraz Święty Hieronim był osobistym wotum Ippolita Malaspiny, doradcy i urzędnika zakonu maltańskiego. Malaspina zrobił wielką karierę wojskową, był przeorem Węgier i Neapolu, dowódcą floty papieskiej. Był również krewnym patrona Caravaggia, Ottavia Costy. Obraz miał prawdopodobnie opowiadać o jego wycofaniu się z czynnego życia i ponownym oddaniu się duchowym ideałom rycerstwa . Być może postać Hieronima jest portretem samego zleceniodawcy. Po śmierci Malaspiny w 1624 roku obraz został przekazany do kościoła św. Jana.
Portret św. Hieronima był przeznaczony do kaplicy włoskiej w Katedrze św. Jana w La Valletta. Caravaggio namalował św. Hieronima, doktora kościoła, w trakcie tłumaczenia Biblii. Tors świętego jest odsłonięty, biodra i nogi zasłania purpurowa kardynalska szata. Ciało jest żylaste, cera ogorzała. Cała lewa strona postaci skąpana jest w blasku światła. Na ramie obrazu, po prawej stronie, umieszczony został herb Wignacourta.